# Афанасьевка (Восточно-Казахстанская область)
Афанасьевка (каз. Афанасьевка) — упразднённое село в Урджарском районе Восточно-Казахстанской области Казахстана. Входило в состав Новоандреевского сельского округа. Ликвидировано в 2006 г.

## Население
По данным переписи 1999 года в селе проживало 12 человек (7 мужчин и 5 женщин).